# Bizovac
Bizovac es un municipio de Croacia en el condado de Osijek-Baranya.

## Geografía
Se encuentra a una altitud de 88 m s. n. m. a 278 km de la capital nacional, Zagreb.

## Demografía
En el censo 2011 el total de población del municipio fue de 4 507 habitantes, distribuidos en las siguientes localidades:
- Bizovac - 2 043
- Brođanci - 547
- Cerovac - 24
- Cret Bizovački - 604
- Habjanovci - 460
- Novaki Bizovački - 203
- Samatovci - 613
- Selci - 13

| Gráfica de población de Bizovac 1857-2011                           |
|                                                                     |
| Según los censos de población de la oficina estadística de Croacia. |